# Morynci
Morynci (in ucraino Моринці?) è un villaggio (selo) dell'Ucraina centrale. Situato nel distretto di Zvenyhorodka, nell'oblast' di Čerkasy, dista 35 km dal capoluogo Zvenyhorodka.
Il grande poeta ucraino Taras Ševčenko nacque a Morynci nel 1814. La sua casa natale è stata restaurata e trasformata in un museo a lui dedicato.

## Storia
Resti archeologici appartenenti alla cultura di Černjachov sono stati rinvenuti nell'area circostante al villaggio. La prima menzione scritta di Morynci risale invece al 1648.